# Tauride
Tauride (auch N-Acyltauride, N-Methyl-N-Acyltaurate, N-Acyltaurate, oder N-Acyltaurine) sind eine Gruppe milder anionischer Tenside. Ihre hydrophile Kopfgruppe besteht aus N-Methyltaurin (2-Methylaminoethansulfonsäure), der lipophile Rest aus einer über eine Amidbindung verknüpften langkettigen Carbonsäure (Fettsäure). Als Fettsäuren werden Laurin- (C12), Myristin- (C14), Palmitin- (C16), und Stearinsäure (C18) eingesetzt, hauptsächlich jedoch Ölsäure (C18:1) und Kokosfettsäuregemisch (C8 – C18).
Die allgemeine Strukturformel für Tauride ist:
R ist ein ungeradzahliger Alkylrest CnH2n+1 mit n = 7–17. Neben Natrium als Kation spielen Gegenionen wie Ammonium oder andere Alkali- oder Erdalkalimetalle keine besondere Rolle.

## Geschichtliches
Die Tensidgruppe der Tauride wurde wie die der Isethionate bereits in den 1920er Jahren von der I.G. Farbenindustrie entwickelt und unter dem Handelsnamen Igepon® im Werk Höchst produziert. Wegen ihrer Kalkbeständigkeit und ihrer ölentfernenden Wirkung fanden Igepone in der Textilbehandlung, als Waschmittelrohstoff und in Kosmetikanwendungen rasch Verbreitung. Ihren Durchbruch verdanken sie insbesondere ihrer Eigenschaft, Wolle im Gegensatz zu Seife bei der Wäsche nicht zu verfilzen. Die Produktion der Igepone ging nach Ausbruch des Zweiten Weltkrieges zurück, da wegen der Fettbewirtschaftung nur noch minderwertige Fettsäurequalitäten verfügbar waren. Das Warenzeichen Igepon ging nach dem Krieg auf die US-Firma GAF (General Aniline & Film Corp., vormals American IG als Beteiligung der I.G. Farben in USA) über, die 1989 von der französischen Rhone-Poulenc (später Rhodia, heute Solvay) übernommen wurde. Heute nutzt Rhodia z. B. für Cocoyl-Tauride den Handelsnamen Geropon® TC, Clariant nach Übernahme des Spezialchemiebereichs der Hoechst AG 1997 weiterhin den Handelsnamen Hostapon® CT.

## Herstellung
Tauride wurden zuerst nach der Schotten-Baumann-Methode durch Umsetzung langkettiger Carbonsäurechloride mit wässrigen Lösungen des Natriumsalzes von N-Methyltaurin erhalten.
Störend ist dabei der Anfall (mindestens) äquimolarer Mengen Natriumchlorid, das die Eigenschaften von Tensidmischungen mit solchen Tauriden verschlechtert. Der hohe Salzanteil macht die erhaltenen Tauride zudem hygroskopisch und korrosiv. Nachteilig bei der Schotten-Baumann-Methode ist ferner die erforderliche Handhabung gefährlicher Rohstoffe, wie Phosphortrichlorid und Zwischenprodukte, wie Carbonsäurechloride, sowie der Anfall großer Mengen an Abfallstoffen, wie Phosphonsäure. Dieser Syntheseweg für Tauride ist daher aufwändig und teuer. Vorteilhaft bei der Schotten-Baumann-Methode ist allerdings der sehr geringe Anteil freier Fettsäuren im Endprodukt.
Tauride sind auch durch direkte Amidierung von N-Methyltaurin bzw. seines Natriumsalzes mit der entsprechenden Fettsäure für 10 Stunden bei 220 °C unter Stickstoff zugänglich.
Der zur Gleichgewichtsbeeinflussung zugesetzte Überschuss an Fettsäure verbleibt normalerweise im Produkt, was bei einigen Anwendungen störend wirken kann. Bei Temperaturen über 200 °C beginnt bereits die Zersetzung des N-Methyltaurins und die erhaltenen Tauride färben sich dunkel und riechen unangenehm. Daher zielen neuere Varianten der direkten Amidierung auf schonendere Prozessführung ab unter Einsatz geeigneter Katalysatoren, wie z. B. Natriumborhydrid oder Borsäure bzw. Zinkoxid.

## Eigenschaften
Tauride sind bei Raumtemperatur meist pastöse Massen, die sich gut in Wasser lösen und dann neutral bis schwach alkalisch (pH-Wert 7–8) reagieren. Ihre Toxizität ist gering (7800 mg·kg−1 (LD50, Ratte, oral, Cocoyl-Taurid)) Sie sind leicht biologisch abbaubar, neigen nicht zur Bioakkumulation, sind aber – wie alle Tenside – schädlich für Wasserorganismen. Tauride sind wegen ihrer Amidbindung in wesentlich weiterem pH-Bereich (ca. 2–10) stabil als entsprechende Ester, wie z. B. Isethionate. Sie sind sehr milde Tenside mit gutem Schaumbildungsvermögen und hoher Schaumstabilität, auch in Gegenwart von Fetten und Ölen. In hartem Wasser oder Seewasser behalten Tauride ihre guten Wascheigenschaften. Wegen ihrer guten Verträglichkeit mit allen nicht-ionischen und anionischen Tensiden eignen sich Tauride in Konzentrationen von ca. 2 % als hervorragende sogenannte „Co-Tenside“, d. h. grenzflächenaktive Stoffe, welche die Wirksamkeit anderer Tenside erhöhen.

## Verwendung
Tauride finden sich als milde, gut schäumende Tenside in Produkten zur Körperreinigung und -pflege (Shampoos, Flüssigseifen und -reiniger, Gesichtswässern, Hautcremes, Schaumbädern, Syndet-Seifen), zur Textilverarbeitung (Netz- und Waschmittel, Dispergiermittel für Farbstoffe), in Pflanzenschutzzubereitungen und in weiteren industriellen Anwendungen.

## Handelsnamen
Adinol®, Geropon®, Hostapon®, Metaupon®, Nikkol®, Protapon®, Pureact®, Tauranol®